# Marc Echarri
Marc Echarri Marín (Manzanares el Real, 4 de marzo de 1999) es un futbolista español que juega como delantero centro en el Júpiter Leonés de la Tercera División RFEF.

## Trayectoria
Nacido en Manzanares el Real, Marc finaliza su formación en el Aravaca CF. El 7 de julio de 2018 firma por la AD Alcorcón para jugar en su filial en la Tercera División, debutando el siguiente 9 de septiembre al partir como titular en una derrota liguera por 0-1 frente a la AD Parla. El 4 de febrero de 2019, tras disputar 10 partidos y no marcar ningún gol, se marcha al CF Trival Valderas de la misma categoría.
El 21 de junio de 2019 se marcha al Rayo Vallecano "B", también de la Tercera División. Logra debutar con el primer equipo el 5 de enero de 2021, jugando los minutos finales de una victoria por 1-0 frente al Girona FC en Segunda División.
El 12 de julio de 2021 se oficializa su incorporación al CD Leganés "B" de la nueva Segunda División RFEF. Sin embargo, tras no gozar de grandes oportunidades, el 17 de enero de 2022 firma por el Júpiter Leonés de la Tercera División RFEF.

## Clubes
Actualizado al último partido disputado el 19 de marzo de 2022.
| Club               | País   | Año       | Partidos | Goles |
| ------------------ | ------ | --------- | -------- | ----- |
| AD Alcorcón "B"    | España | 2018-2019 | 10       | 0     |
| CF Trival Valderas | España | 2019      | 11       | 2     |
| Rayo Vallecano "B" | España | 2019-2021 | 43       | 26    |
| Rayo Vallecano     | España | 2020-2021 | 3        | 0     |
| CD Leganés "B"     | España | 2021-2022 | 8        | 2     |
| Júpiter Leonés     | España | 2022      | 4        | 0     |
| Las Rozas CF       | España | 2022-act. |          |       |